# Blindenaafermühle
Blindenaafermühle ist ein Ortsteil von Marialinden in der Stadt Overath im Rheinisch-Bergischen Kreis in Nordrhein-Westfalen, Deutschland.

## Lage und Beschreibung
Der kleine Ortsteil Blindenaafermühle liegt südöstlich von Overath und südwestlich von Marialinden am Naafbach, der hier die Grenze zum Rhein-Sieg-Kreis bildet. Blindenaafermühle findet sich an der Landesstraße 312, die Overath mit Much verbindet. Der Naafbach entspringt zwei Quellgebieten im Waldgebiet des Heckbergs und einer Reihe unterirdischer Quellen. Das Naafbachtal steht weitgehend unter Naturschutz. Das Feuchtgebiet um Blindenaafermühle enthält eine besondere Pflanzen- und Tierwelt und zählt naturräumlich zum Marialinder Riedelland.

## Geschichte
Die Blindenaafer Mühle lag am Unterlauf des Vilshover Bachs am Zusammfluss mit dem Kleinen Naafbach kurz vor dessen Mündung in dem Naafbach und erschien kartografisch erstmals 1817 unbeschriftet als Mühlensymbol auf der Topographischen Aufnahme der Rheinlande, ebenso auf der Preußischen Uraufnahme von 1845. Ab der Preußischen Neuaufnahme von 1892 ist der Ort auf Messtischblättern regelmäßig als M. oder Blindennaafer M. verzeichnet.
Sie wurde im Volksmund Donnerweddersch-Möllchen genannt, da sie nur in Betrieb gesetzt werden konnte, wenn es zuvor kräftig geregnet hatte – also nach einem kräftigen Donnerwetter. Sie hatte einen Mahlgang und besaß ein altes aus Holz bestehendes Getriebe mit Kronenrad.
1822 lebten 34 Menschen zusammen in Blindenaaf und der Blindenaafer Mühle, die nach dem Zusammenbruch der napoleonischen Administration und deren Ablösung zur Bürgermeisterei Overath im Kreis Mülheim am Rhein gehörten und damals den Namen Blindenofen bzw. Blindenofener Mühle trugen. Für das Jahr 1830 werden für den als Hof mit einer Mühle bezeichneten Ort Blindenofen für beide Wohnplätze zusammen 40 Einwohner angegeben. Das 1845 laut der Uebersicht des Regierungs-Bezirks Cöln ebenfalls als Hof und Mühle kategorisierte Blindenaf besaß zu dieser Zeit elf Wohngebäude mit 68 Einwohnern, alle katholischen Bekenntnisses. Dabei wurde ebenfalls die Blindenaafer Mühle zu dem Ort hinzugezählt. Die Gemeinde- und Gutbezirksstatistik der Rheinprovinz führt 1871 Blindenaafermühle alleine mit einem Wohnhaus und einem Einwohner auf. Im Gemeindelexikon für die Provinz Rheinland von 1888 werden für Blindenaafermühle ein Wohnhaus ohne Einwohner angegeben. 1895 besitzt der Ort ebenfalls ein Wohnhaus ohne Einwohner, 1905 werden ein Wohnhaus und neun Einwohner angegeben.

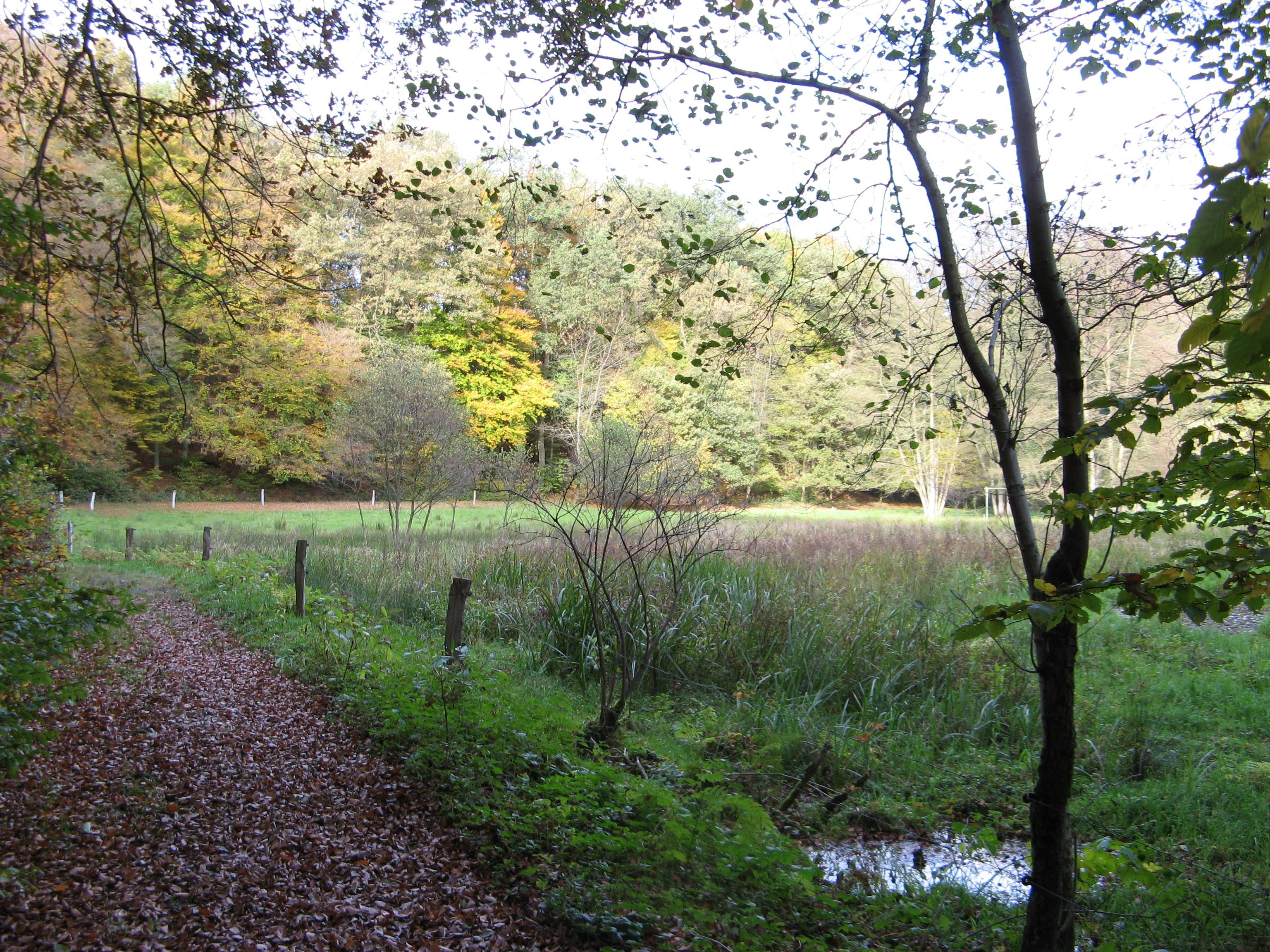
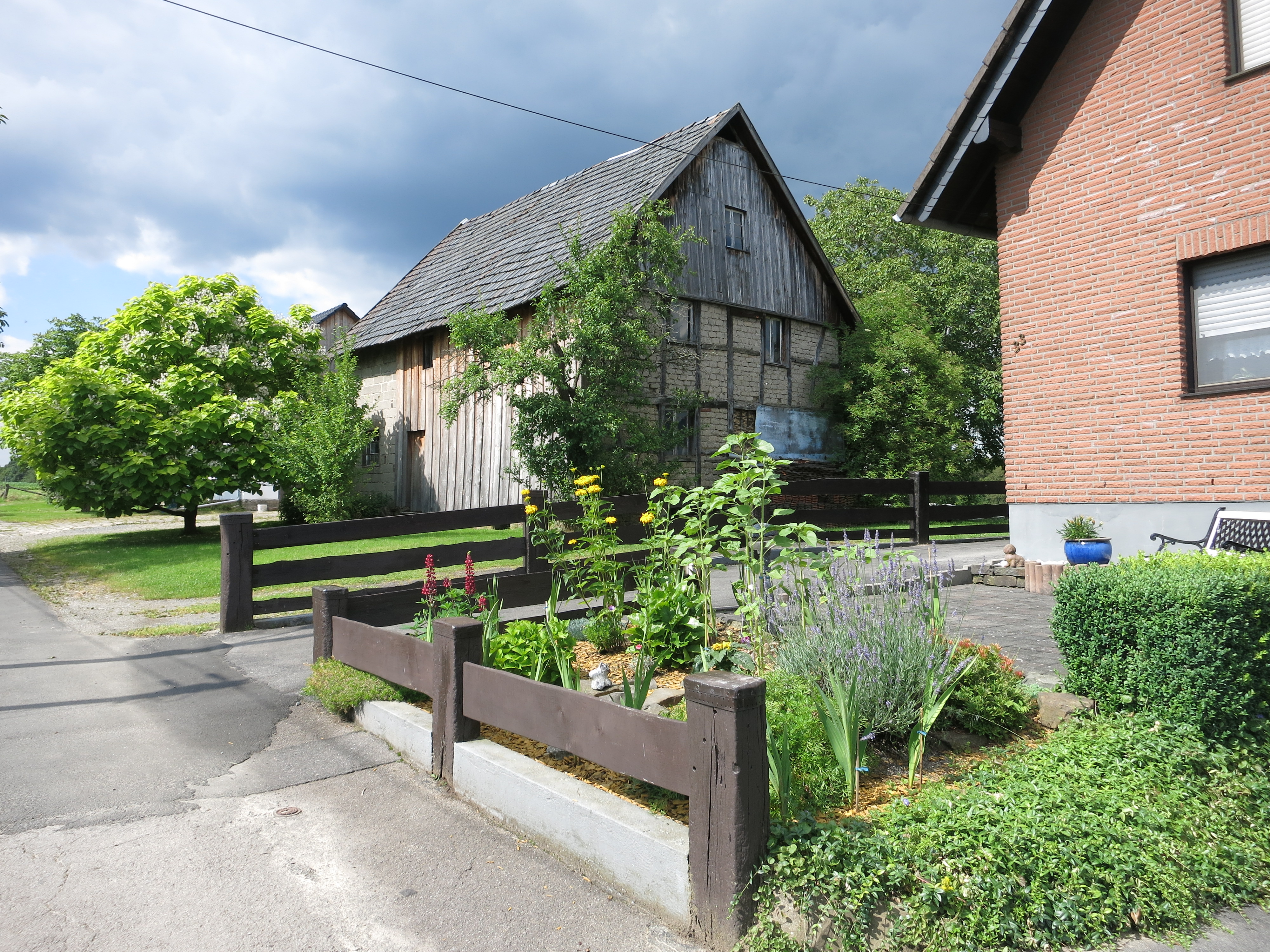
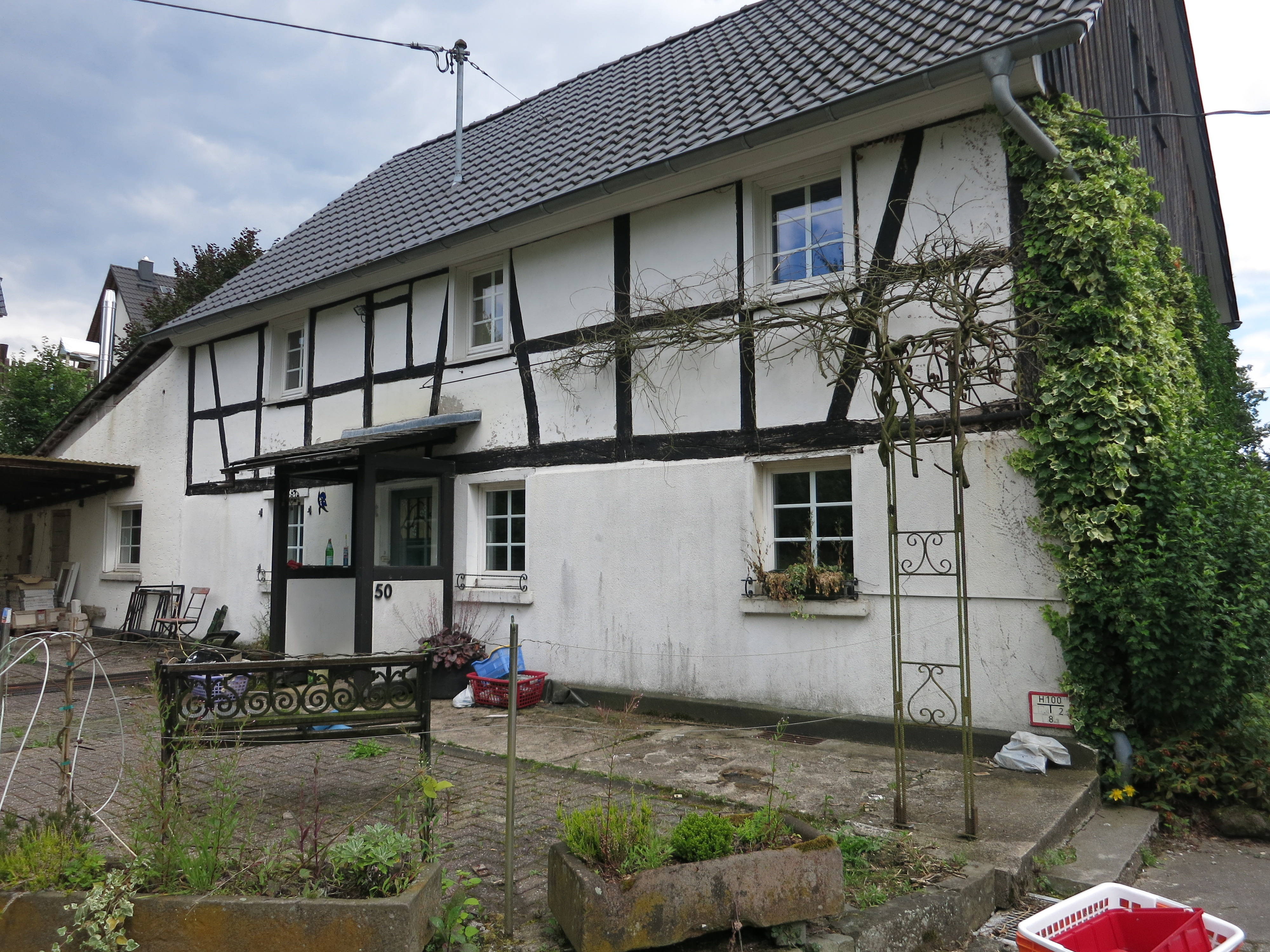
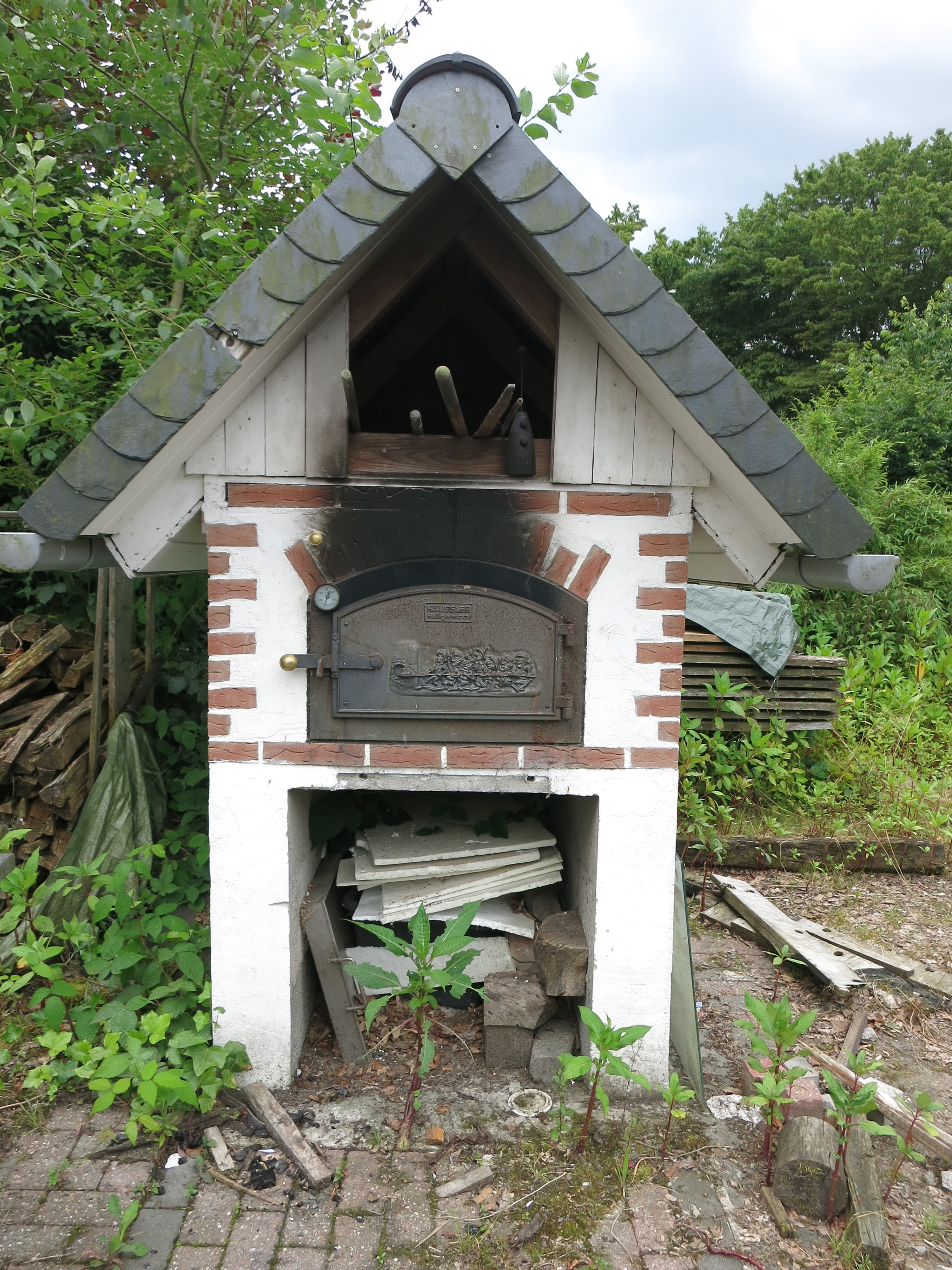

1939 wurde die Mühle abgebrochen.